# Hans Runemark
Hans Runemark (* 7 de enero de 1927 - 11 de diciembre de 2014) es un botánico, pteridólogo, micólogo sueco, nacido en Chicago, EE. UU.. También es liquenólogo, y profesor emérito en la Universidad de Lund.
Obtuvo su doctorado (PhD) en 1956 en la Universidad de Lund.
Desde 1958 fue profesor de botánica en la Universidad de Lund. Estudió la flora de las islas del Egeo en Grecia, habiéndose interesado en la flora endémica de islas.
y usó las plantas del archipiélago como un laboratorio para estudiar procesos evolucionarios en poblaciones de pequeñas plantas.
- La abreviatura «Runemark» se emplea para indicar a Hans Runemark como autoridad en la descripción y clasificación científica de los vegetales.[6]